# Poupée parlante d'Edison

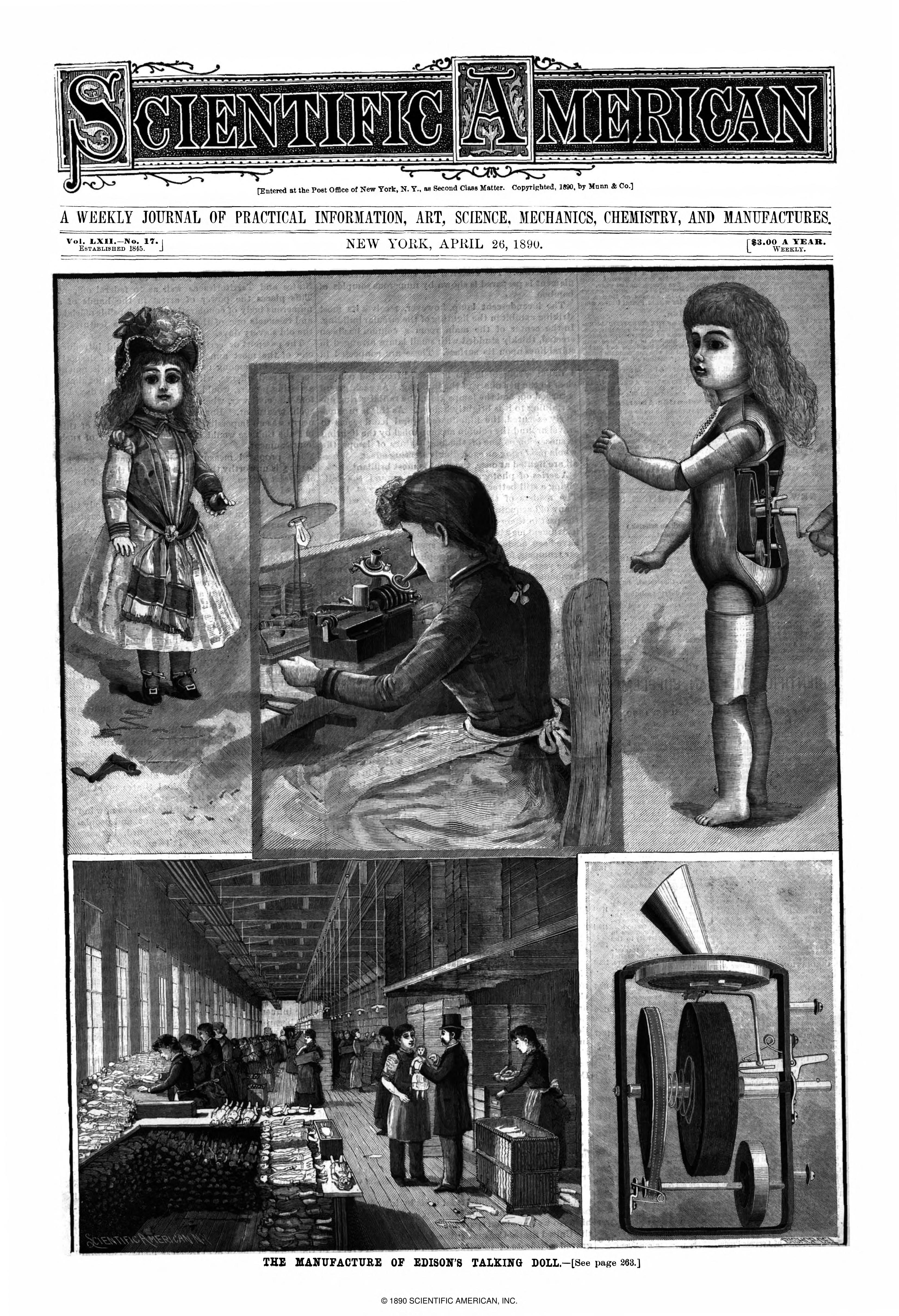
Couverture du périodique Scientific American, 1890.

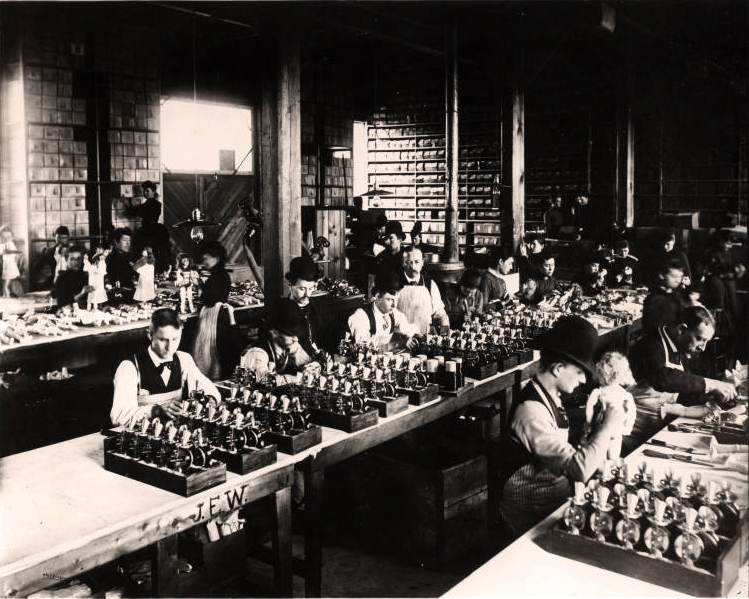
Assemblage des poupées, 1890.

La poupée parlante d'Edison (Edison's Talking Doll), ou poupée-phonographe d'Edison (Edison's Phonograph Doll), est un jouet inventé par Thomas Edison et commercialisé en 1889. La poupée en porcelaine était accompagnée d'un petit phonographe que l'enfant devait tourner manuellement. L'enregistrement consiste en un extrait de douze secondes d'une voix féminine chantant le premier couplet de la comptine Twinkle Twinkle, Little Star (Ah ! vous dirai-je, maman).
Il s'agit de la première poupée parlante mis en vente et du premier enregistrement musical commercialisé. 

## Conception
Thomas Edison dépose le brevet de son premier phonographe en 1878. 
La poupée-phonographe d'Edison est fabriquée en 1889 à Orange, dans le New Jersey. Edison utilise une tête en bisque allemande de Simon & Halbig tandis que le torse métallique et les bras et les jambes en bois sont fabriqués aux États-Unis.
La poupée parlante d'Edison inspira le fabricant français de poupées Émile Jumeau, qui la remarqua au stand des phonographes de l'Exposition universelle de Paris de 1889, et confectionna par la suite des poupées parlantes plus perfectionnées.

## Enregistrements
Huit enregistrements ont survécu :
- Twinkle, twinkle little star (1888)
- Hickory Dickory (1889)
- Twinkle, twinkle little star (1890)
- There was a little girl (1890)
- Twinkle, twinkle little star (1890)
- Little Jack Horner (1890)
- Now I lay me down to sleep (1890)
- Jack and Jill (1890)